# زغال‌سنگ متراکم‌شده
زغال‌سنگ متراکم شده (انگلیسی: Densified coal) یک محصول فناوری با فرایند سردی برای ارتقای زغال‌سنگ است که رطوبت را از زغال‌های رتبه پایین مانند زغال‌سنگ نیمه قیری و زغال‌سنگ قهوه‌ای حذف می‌کند. فرایند تراکم، ارزش حرارتی زغال‌سنگ رتبه پایین را به حد برابر یا بیشتر از بسیاری از زغال سنگ‌های سیاه با درجه صادراتی افزایش می‌دهد.
زغال‌سنگ متراکم حاصل از فرایند سردی به عنوان معادل زغال‌سنگ سیاه یا جایگزینی برای زغال‌سنگ سیاه در نظر گرفته می‌شود. فرایند سردی به عنوان یک فناوری ارتقاء زغال‌سنگ در ویکتوریا، استرالیا توسط Environmental Clean Technologies Limited ثبت شده و بر اساس «تراکم زغال‌سنگ قهوه ای» توسعه یافته‌است. این فرایند به‌طور خاص برای بهبود زغال‌سنگ قهوه‌ای با رتبه پایین (لیگنیت) و برخی از اشکال زغال‌سنگ زیر قیر با حذف بیشتر رطوبت طبیعی درون آن‌ها ایجاد شده‌است. اگر زغال‌سنگ سخت و متراکم شود، افزایش ارزش حرارتی زغال‌سنگ را دربردارد و زغال‌سنگ را به یک محصول معادل زغال‌سنگ سیاه قابل صادرات با خطر احتراق خود به خودی کمتر، برای استفاده در نیروگاه‌های برق (با سوخت زغال‌سنگ سیاه) یا به عنوان ماده اولیه برای فرآیندهای پایین دستی مانند زغال به گاز، نفت و سایر ارزش‌های بالا تبدیل می‌کند.

## بررسی اجمالی فرایند سردی
فرایند سردی از کار نظری و آزمایشی در دپارتمان شیمی آلی، در سال ۱۹۸۹ در دانشگاه ملبورن استرالیا با همکاری Advanced Technical Development، تکامل یافته‌است. این کار بر اساس کار نظری قبلی پیرامون زغال‌سنگ متراکم که توسط گروه شیمی آلی دانشگاه ملبورن در سال‌های ۱۹۸۰–۱۹۸۱ انجام شد.
احتمال تولید زغال‌سنگ متراکم در پی مشاهدات انجام شده در معدن مادینگلی در نزدیکی باکوس مارش، ویکتوریا شناسایی شد. اپراتور معدن مشاهده کرد که سطوح جاده‌ها به‌طور طبیعی بلافاصله پس از بارندگی و هنگام ورود و خرم کامیون‌ها از معدن زغال‌سنگ قهوه‌ای، سخت شده و رطوبت آن‌ها خارج می‌شود و در روزهای بعدی، سطوح جاده در معدن مانند آسفالت سخت می‌شد و دیگر آب را جذب نمی‌کرد.
با تولید زغال‌سنگ متراکم، ارزش کالری بیش از ۵۲۰۰ کیلو کالری بر کیلوگرم افزایش پیدا می‌کند که آبگریز است و دیگر مستعد احتراق خود به خودی نیست؛ به راحتی قابل حمل و نقل است و از نقطه نظر تجاری و زیست‌محیطی، معادل زغال‌سنگ سیاه است.

## اصول کارکرد
برای تولید، زغال‌سنگ قهوه‌ای بریده و ساییده می‌شود تا اندازه متوسط ذرات کاهش می‌یابد و به دنبال آن آبی که به‌طور طبیعی در ریزساختار متخلخل زغال‌سنگ نگه داشته شده و یک توده پلاستیکی تشکیل می‌دهد، آزاد می‌شود. این کار رطوبت سطحی و فیزیکی محبوس شده را در دمای نزدیک به محیط به تبخیر حذف می‌کند. برش همچنین سطوح داخلی زغال‌سنگ تازه را باز کرده و مولکول‌های فعال را در معرض واکنش و تشکیل پیوند جدید قرار می‌دهد.
با متراکم شدن ذرات، ساختار تازه تشکیل شده منقبض می‌شود و در نتیجه ریزساختار فشرده تری در مقایسه با زغال‌سنگ اصلی ایجاد می‌شود. این ساختار جدید به‌طور قابل توجهی میل به خود گرمایی را نسبت به زغال‌سنگ معمولی کاهش می‌دهد. هنگامی که برای زغال‌سنگ قهوه‌ای و برخی زغال‌های زیر قیر به کار می‌رود، فرایند سردی مواد اولیه‌ای را به شکل گلوله‌های متراکم‌شده تولید می‌کند که به‌طور قابل‌توجهی انتشار CO2 را در مقایسه با حالت زغال‌سنگ قهوه‌ای اولیه آن، در هنگام احتراق برای تولید الکتریسیته، کاهش می‌دهد.
یکی از ویژگی‌های کلیدی این فناوری، امکان استفاده آن از «حرارت اتلاف شده» نیروگاه مجاور برای تأمین انرژی مورد نیاز در خشک کردن تبخیری است. به‌طور معمول، نیروگاه‌ها این انرژی را از طریق برج‌های خنک‌کننده اتلاف می‌کنند و برای ان آب قابل توجهی را از سیستم‌های رودخانه‌ای محلی می‌گیرند. تأسیسات فرایند سردی به گونه ای طراحی شده‌است که به عنوان یک هیت سینک برای نیروگاه عمل کند و آب گرفته شده از محیط را برای خنک سازی جبران یا جایگزین کند.
محدوده دمایی برای خشک کردن بین ۳۵ تا ۴۵ درجه سانتیگراد است. این اساس امکان هم افزایی با نیروگاه‌های موجود در مجاورت معدن را فراهم می‌کند و از نیاز به افزایش هزینه‌های عملیاتی با تولید گرمای با درجه بالا جلوگیری می‌کند.

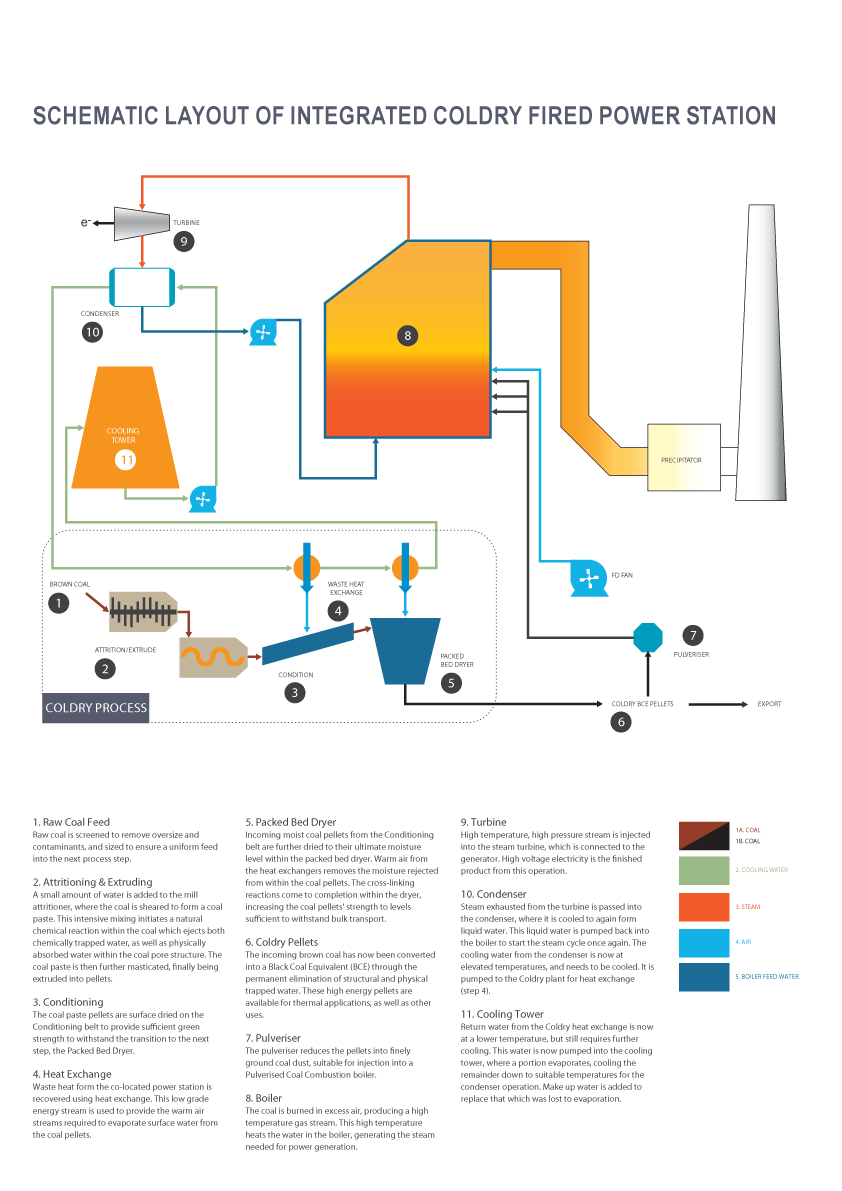
فرایند یکپارچه متراکم سازی زغال و نیروگاه حرارتی

تصویر مجاور طرح شماتیک یک نیروگاه یکپارچه همراه با فرایند سردی را نشان می‌دهد:
1. خوراک زغال‌سنگ خام زغال‌سنگ خام برای حذف قطعات دارای ابعاد بزرگ و آلاینده‌ها غربال‌گری می‌شود و برای اطمینان از تغذیه یکنواخت در مرحله بعدی فرایند اندازه‌گیری می‌شود.
2. مقدار کمی آب به آسیاب برای سایندگی و اکسترود کردن زغال اضافه می‌شود، جایی که زغال‌سنگ برای تشکیل خمیر زغال‌سنگ بریده می‌شود. این اختلاط شدید یک واکنش شیمیایی طبیعی را در زغال‌سنگ آغاز می‌کند که هم آب محبوس شده شیمیایی و هم آب جذب شده فیزیکی را در ساختار منافذ زغال‌سنگ بیرون می‌زند. سپس خمیر زغال‌سنگ بیشتر جویده می‌شود و در نهایت به صورت گلوله اکسترود می‌شود.
3. گلوله‌های خمیر زغال‌سنگ روی کمربند تهویه سطحی خشک می‌شوند تا استحکام کافی برای مقاومت در برابر انتقال به مرحله بعدی، یعنی خشک کن فراهم شود.
4. با استفاده از بازیابی تبادل حرارتی از نیروگاهی که در محل مشترک قرار دارد، تبادل حرارتی با گرمای اتلافی نیروگاه انجام می‌شود. این جریان انرژی برای تأمین جریان هوای گرم مورد نیاز برای تبخیر آب سطحی از گلوله‌های زغال‌سنگ استفاده می‌شود.
5. گلوله‌های زغال‌سنگ مرطوب ورودی از کمربند تهویه تا سطح مورد نیاز رطوبت در خشک کن خشک می‌شوند. هوای گرم از مبدل‌های حرارتی، رطوبت دفع شده از داخل گلوله‌های زغال‌سنگ را حذف می‌کند. واکنش‌های اتصال متقابل در خشک کن تکمیل می‌شود و قدرت گلوله‌های زغال‌سنگ را به سطوحی می‌رساند که برای تحمل تنش‌های حمل و نقل فله کافی است.
6. اکنون گلوله‌های سرد زغال‌سنگ قهوه ای ورودی با حذف دائمی آب به دام افتاده ساختاری و فیزیکی به زغال‌سنگ سیاه تبدیل شده‌است. این گلوله‌های پرانرژی برای کاربردهای حرارتی و همچنین کاربردهای دیگر در دسترس هستند.
7. پودرساز گلوله‌ها را به گرد و غبار زغال‌سنگ ریز خرد می‌کند که برای تزریق به دیگ بخار زغال‌سنگ مناسب است.
8. در دیگ بخار زغال‌سنگ در هوای سوزانده می‌شود و جریان گاز با دمای بالا تولید می‌کند. این دمای بالا آب موجود در دیگ را گرم می‌کند و بخار مورد نیاز برای تولید برق را تولید می‌کند.
9. بخار تولید شده با فشار بالا به توربین بخار تزریق می‌شود که به ژنراتور متصل است. برق ولتاژ بالا محصول نهایی این عملیات است.
10. بخار خروجی از توربین به کندانسور منتقل می‌شود و در آنجا خنک می‌شود تا دوباره آب مایع تشکیل شود. این آب مایع دوباره به داخل دیگ پمپ می‌شود تا چرخه بخار یک بار دیگر شروع شود. آب خنک‌کننده کندانسور اکنون در دمای بالا قرار دارد و باید خنک شود. برای تبادل حرارت به کارخانه فرایند سردی پمپ می‌شود.
11. آب برگشتی از مبدل حرارتی اکنون در دمای پایین‌تری قرار دارد، اما همچنان به خنک شدن بیشتر نیاز دارد. این آب اکنون به داخل برج خنک‌کننده پمپ می‌شود، جایی که بخشی از آن تبخیر می‌شود و باقی مانده را تا دمای مناسب برای عملکرد کندانسور خنک می‌کند. برای جایگزینی آن چیزی که در اثر تبخیر از بین رفته‌است، به آن آب اضافه می‌شود.